# A Ferencvárosi TC 1992–1993-as szezonja
A Ferencvárosi TC 1992–1993-as szezonja szócikk a Ferencvárosi TC első számú férfi labdarúgócsapatának egy szezonjáról szól, mely összességében és sorozatban is a 92. idénye volt a csapatnak a magyar első osztályban. A klub fennállásának ekkor volt a 94. évfordulója.

## Mérkőzések
| Színmagyarázat | Színmagyarázat |
| -------------- | -------------- |
|                | Győzelem.      |
|                | Döntetlen.     |
|                | Vereség.       |

### Bajnokok Ligája
1. forduló
| 1992. szeptember 16. |

| Slovan Bratislava                                  | 4 – 1               | Ferencváros                          |
| -------------------------------------------------- | ------------------- | ------------------------------------ |
| Gostič 19' Dubovský 53' 55' Moravec 83' Glonek 10' | (1 – 0) Jegyzőkönyv | Lipcsei 75' 14' Simon 66' Szenes 85′ |

| Tehelné Pole Stadion, Pozsony Nézőszám: 32 000 Játékvezető: Serge Muhmenthaler (svájci) |

| 1992. szeptember 30. |

| Ferencváros | 0 – 0               | Slovan Bratislava |
| ----------- | ------------------- | ----------------- |
|             | (0 – 0) Jegyzőkönyv | Gostič 33'        |

| Üllői út, Budapest Nézőszám: 25 000 Játékvezető: Szergej Grigorjevics Huszainov (orosz) |

### NB 1 1992–93

#### Őszi fordulók
| 1. forduló 1992. augusztus 15. |

| Csepel SC                                     | 0 – 2               | Ferencváros                                     |
| --------------------------------------------- | ------------------- | ----------------------------------------------- |
| Süveges 5' Stefanov 13' Váczi 40' Somogyi 61' | (0 – 1) Jegyzőkönyv | Lipcsei 45' 84' Páling 78' Keller 82' Simon 82' |

| Béke téri stadion, Budapest Nézőszám: 18 000 Játékvezető: Piller Sándor (magyar) |

| 2. forduló 1992. augusztus 21. |

| Ferencváros                      | 2 – 1               | Békéscsabai Előre |
| -------------------------------- | ------------------- | ----------------- |
| Telek 64' Lipcsei 75' Páling 39' | (0 – 0) Jegyzőkönyv | Árgyelán 77'      |

| Üllői út, Budapest Nézőszám: 15 000 Játékvezető: Kovács I. László (magyar) |

| 3. forduló 1992. augusztus 29. |

| Kispest–Honvéd                     | 0 – 1               | Ferencváros                               |
| ---------------------------------- | ------------------- | ----------------------------------------- |
| Ivanics 20' Fischer 47' Gulyás 62' | (0 – 0) Jegyzőkönyv | Nagy 79' Telek 19' Páling 42' Lipcsei 87' |

| Népstadion, Budapest Nézőszám: 8 000 Játékvezető: Puhl Sándor (magyar) |

| 4. forduló 1992. szeptember 2. |

| Újpest                | 0 – 0               | Ferencváros                                       |
| --------------------- | ------------------- | ------------------------------------------------- |
| Szőnyi 58' Miklya 72' | (0 – 0) Jegyzőkönyv | Szekeres 6' Szűcs 42' Lipcsei 47′, 59′ Páling 73' |

| Megyeri út, Budapest Nézőszám: 20 000 Játékvezető: Varga László (magyar) |

| 5. forduló 1992. szeptember 12. |

| Ferencváros             | 0 – 2               | Pécsi MSC                 |
| ----------------------- | ------------------- | ------------------------- |
| Balogh 73' Szekeres 77' | (0 – 2) Jegyzőkönyv | Kocsis 6' Lengyel 13' 54' |

| Üllői út, Budapest Nézőszám: 18 000 Játékvezető: Szilágyi Sándor (magyar) |

| 6. forduló 1992. szeptember 19. |

| Siófoki Bányász | 1 – 2               | Ferencváros                                         |
| --------------- | ------------------- | --------------------------------------------------- |
| Kovács 41'      | (1 – 1) Jegyzőkönyv | Keller 20' Jenei 66' (öngól) Wukovics 40' Simon 65' |

| Révész Géza utcai stadion, Siófok Nézőszám: 10 000 Játékvezető: Huták Antal (magyar) |

| 7. forduló 1992. szeptember 26. |

| Ferencváros            | 2 – 2               | Rába ETO                                 |
| ---------------------- | ------------------- | ---------------------------------------- |
| Albert 5' Wukovics 59' | (1 – 1) Jegyzőkönyv | Belanszky 24' 56' Máriási 37' Keszeg 88' |

| Üllői út, Budapest Nézőszám: 16 000 Játékvezető: Márton Sándor (magyar) |

| 8. forduló 1992. október 4. |

| Veszprém LC        | 0 – 3               | Ferencváros                               |
| ------------------ | ------------------- | ----------------------------------------- |
| Gazsó 23' Csík 60' | (0 – 1) Jegyzőkönyv | Albert 32' Cigan 47' Fodor 75' (11-esből) |

| Városi stadion, Veszprém Nézőszám: 8 000 Játékvezető: Molnár László (magyar) |

| 9. forduló 1992. október 7. |

| Ferencváros                                       | 3 – 1               | Diósgyőr                        |
| ------------------------------------------------- | ------------------- | ------------------------------- |
| Cigan 27' Wukovics 51' 77' Szekeres 33' Simon 82′ | (1 – 0) Jegyzőkönyv | Leskó 52' 29' Budai 29′ Bém 82' |

| Üllői út, Budapest Nézőszám: 10 000 Játékvezető: Piller Sándor (magyar) |

| 10. forduló 1992. október 17. |

| BVSC        | 0 – 1               | Ferencváros |
| ----------- | ------------------- | ----------- |
| Hrachov 57' | (0 – 0) Jegyzőkönyv | Páling 74'  |

| Népstadion, Budapest Nézőszám: 5 000 Játékvezető: Huták Antal (magyar) |

| 11. forduló 1992. október 24. |

| Ferencváros            | 1 – 0               | MTK         |
| ---------------------- | ------------------- | ----------- |
| Cigan 1' Kuznyecov 18' | (1 – 0) Jegyzőkönyv | Horváth 23' |

| Üllői út, Budapest Nézőszám: 7 000 Játékvezető: Puhl Sándor (magyar) |

| 12. forduló 1992. október 31. |

| Vasas       | 0 – 3               | Ferencváros                              |
| ----------- | ------------------- | ---------------------------------------- |
| Nagy T. 31' | (0 – 0) Jegyzőkönyv | Lipcsei 50' 83' 85' Páling 57' Simon 64' |

| Fáy utca, Budapest Nézőszám: 8 000 Játékvezető: Vágner László (magyar) |

| 13. forduló 1992. november 14. |

| Ferencváros         | 0 – 1               | Vác FC       |
| ------------------- | ------------------- | ------------ |
| Simon 51' Cigan 73′ | (0 – 0) Jegyzőkönyv | Füle 51' 33' |

| Üllői út, Budapest Nézőszám: 15 000 Játékvezető: Molnár László (magyar) |

| 14. forduló 1992. november 21. |

| Videoton–Waltham               | 3 – 2               | Ferencváros                                           |
| ------------------------------ | ------------------- | ----------------------------------------------------- |
| Horváth 58' 62' Németh 60' 70' | (0 – 2) Jegyzőkönyv | Lipcsei 16' Balogh 20' Simon 18' Szűcs 33' Albert 38' |

| Sóstói Stadion, Székesfehérvár Nézőszám: 17 000 Játékvezető: Hartmann Lajos (magyar) |

| 15. forduló 1992. november 28. |

| Ferencváros | 1 – 0               | Nyíregyházi FC |
| ----------- | ------------------- | -------------- |
| Gregor 4'   | (1 – 0) Jegyzőkönyv | Sedecaru 64'   |

| Üllői út, Budapest Nézőszám: 10 000 Játékvezető: Márton Sándor (magyar) |

#### Tavaszi fordulók
| 16. forduló 1993. február 20. |

| Ferencváros                         | 0 – 1               | Csepel SC             |
| ----------------------------------- | ------------------- | --------------------- |
| Balogh 55' Kuznyecov 55' Balogh 65' | (0 – 0) Jegyzőkönyv | Váczi 57' Somogyi 14' |

| Üllői út, Budapest Nézőszám: 17 000 Játékvezető: Bognár István (magyar) |

| 17. forduló 1993. május 12. |

| Békéscsabai Előre                                                        | 2 – 1               | Ferencváros                        |
| ------------------------------------------------------------------------ | ------------------- | ---------------------------------- |
| Szarvas 12' (11-esből) 66' Kulcsár 62' Árgyelán 2' Mracskó 44' Dávid 77' | (1 – 0) Jegyzőkönyv | Wukovics 67' Telek 33' Lipcsei 66' |

| Kórház utcai stadion, Békéscsaba Nézőszám: 18 000 Játékvezető: Varga László (magyar) |

- Elhalasztott mérkőzés.

| 18. forduló 1993. március 20. |

| Ferencváros                     | 1 – 0               | Kispest–Honvéd          |
| ------------------------------- | ------------------- | ----------------------- |
| Fodor 68' Gregor 62' Páling 68' | (0 – 0) Jegyzőkönyv | Szabados 12' Plókai 74' |

| Üllői út, Budapest Nézőszám: 16 000 Játékvezető: Puhl Sándor (magyar) |

| 19. forduló 1993. március 24. |

| Ferencváros                 | 3 – 0               | Újpest                                     |
| --------------------------- | ------------------- | ------------------------------------------ |
| Vanicsek 65' Gregor 69' 81' | (0 – 0) Jegyzőkönyv | Tiefenbach 29' Cantona 37′, 56′ Bérczy 50' |

| Üllői út, Budapest Nézőszám: 16 000 Játékvezető: Vágner László (magyar) |

| 20. forduló 1993. április 3. |

| Pécsi MSC             | 0 – 1               | Ferencváros                 |
| --------------------- | ------------------- | --------------------------- |
| Braun 35' Azoiței 49' | (0 – 1) Jegyzőkönyv | Albert 21' 84' Vanicsek 90' |

| PMFC Stadion, Pécs Nézőszám: 10 000 Játékvezető: Nagy László (magyar) |

| 21. forduló 1993. április 10. |

| Ferencváros                                           | 2 – 1               | Siófoki Bányász                         |
| ----------------------------------------------------- | ------------------- | --------------------------------------- |
| Barna 32' (öngól) Wukovics 57' Lipcsei 23' Albert 44′ | (1 – 0) Jegyzőkönyv | Kovács 68' Bimbó 24' Zare 36' Meksz 44' |

| Üllői út, Budapest Nézőszám: 15 000 Játékvezető: Piller Sándor (magyar) |

| 22. forduló 1993. április 18. |

| Rába ETO                                                         | 4 – 2               | Ferencváros                                                    |
| ---------------------------------------------------------------- | ------------------- | -------------------------------------------------------------- |
| Pena 32' 55' (11-esből) 64' Mikóczi 42' B. Szabó 74' Somogyi 61' | (2 – 0) Jegyzőkönyv | Balogh 65' 53' Wukovics 72' Szekeres 25' Fodor 33' Horváth 55′ |

| Rába ETO Stadion, Győr Nézőszám: 15 000 Játékvezető: Márton Sándor (magyar) |

| 23. forduló 1993. április 21. |

| Ferencváros             | 1 – 0               | Veszprém LC             |
| ----------------------- | ------------------- | ----------------------- |
| Wukovics 69' Balogh 59' | (0 – 0) Jegyzőkönyv | Kelemen 58' Gersics 70' |

| Üllői út, Budapest Nézőszám: 9 000 Játékvezető: Tóth Vencel (magyar) |

| 24. forduló 1993. május 2. |

| Diósgyőr | 0 – 4               | Ferencváros                                      |
| -------- | ------------------- | ------------------------------------------------ |
|          | (0 – 2) Jegyzőkönyv | Páling 31' 15' Gregor 36' Fodor 75' Wukovics 86' |

| DVTK-stadion, Miskolc Nézőszám: 20 000 Játékvezető: Nagy László (magyar) |

| 25. forduló 1993. május 8. |

| Ferencváros | 0 – 2               | BVSC                                              |
| ----------- | ------------------- | ------------------------------------------------- |
|             | (0 – 1) Jegyzőkönyv | Győri 23' Borgulya 70' 26' Farkas 27' Urbányi 87' |

| Üllői út, Budapest Nézőszám: 13 000 Játékvezető: Bay Ferenc (magyar) |

| 26. forduló 1993. május 16. |

| MTK                                                                                        | 4 – 3               | Ferencváros                                                |
| ------------------------------------------------------------------------------------------ | ------------------- | ---------------------------------------------------------- |
| Keresztúri 5' Zsivóczky 28' Balog 41' Szabó T. 43' Talapa 33′, 65′ Hámori 35' Zsiborás 69' | (4 – 0) Jegyzőkönyv | Fodor 55' Gregor 69' (11-esből) Lipcsei 83' Telek 21′, 71′ |

| Hungária körút, Budapest Nézőszám: 5 000 Játékvezető: Piller Sándor (magyar) |

| 27. forduló 1993. május 22. |

| Ferencváros         | 1 – 1               | Vasas                    |
| ------------------- | ------------------- | ------------------------ |
| Fodor 59' Szűcs 49' | (0 – 0) Jegyzőkönyv | Claude 54' 17' Bácsi 55' |

| Üllői út, Budapest Nézőszám: 10 000 Játékvezető: Nagy László (magyar) |

| 28. forduló 1993. június 5. |

| Vác FC         | 1 – 3               | Ferencváros                                  |
| -------------- | ------------------- | -------------------------------------------- |
| Szedlacsek 84' | (0 – 2) Jegyzőkönyv | Wukovics 19' Gregor 45' Simon 57' Albert 40' |

| Ligeti Stadion, Vác Nézőszám: 13 000 Játékvezető: Hartmann Lajos (magyar) |

| 29. forduló 1993. június 9. |

| Ferencváros                            | 2 – 0               | Videoton–Waltham                 |
| -------------------------------------- | ------------------- | -------------------------------- |
| Lipcsei 66' Wukovics 81' Kuznyecov 60' | (0 – 0) Jegyzőkönyv | László 10' Sallói 64' Kuttor 67' |

| Üllői út, Budapest Nézőszám: 8 000 Játékvezető: Puhl Sándor (magyar) |

| 30. forduló 1993. június 19. |

| Nyíregyházi FC                  | 1 – 2               | Ferencváros                               |
| ------------------------------- | ------------------- | ----------------------------------------- |
| Csehi 50' (11-esből) Kovács 27' | (0 – 2) Jegyzőkönyv | Wukovics 15' (11-esből) 36' Deszatnik 81' |

| Nyíregyháza Városi Stadion, Nyíregyháza Nézőszám: 12 000 Játékvezető: Hartmann Lajos (magyar) |

#### A bajnokság végeredménye
|    | Csapat               | Játszott | Gy | D  | V  | L  | K  | GK  | Pont | Megjegyzések                             |
| -- | -------------------- | -------- | -- | -- | -- | -- | -- | --- | ---- | ---------------------------------------- |
| 1  | Kispest Honvéd FC    | 30       | 19 | 5  | 6  | 59 | 28 | +31 | 43   | Bajnok, 1993–1994-es BL 32 között        |
| 2  | Vác FC-Samsung       | 30       | 17 | 8  | 5  | 48 | 28 | +20 | 42   | 1993–1994-es UEFA-kupa                   |
| 3  | Ferencvárosi TC      | 30       | 19 | 3  | 8  | 49 | 28 | +21 | 41   | 1993–1994-es kupagyőztesek Európa-kupája |
| 4  | MTK                  | 30       | 14 | 8  | 8  | 59 | 37 | +22 | 36   | 1993–1994-es UEFA-kupa                   |
| 5  | Békéscsabai Előre FC | 30       | 12 | 12 | 6  | 42 | 31 | +11 | 36   |                                          |
| 6  | Videoton-Waltham FC  | 30       | 15 | 5  | 10 | 42 | 34 | +8  | 35   | 1993-as Intertotó-kupa                   |
| 7  | Csepel-Kordax SC     | 30       | 12 | 6  | 12 | 29 | 37 | -8  | 30   |                                          |
| 8  | Siófoki Bányász SE   | 30       | 11 | 7  | 12 | 36 | 39 | -3  | 29   |                                          |
| 9  | Rába ETO FC          | 30       | 10 | 9  | 11 | 38 | 43 | -5  | 29   |                                          |
| 10 | Vasas-Smirnoff SC    | 30       | 7  | 13 | 10 | 31 | 33 | -2  | 27   |                                          |
| 11 | Pécsi MSC-Fordan     | 30       | 10 | 7  | 13 | 35 | 39 | -4  | 27   |                                          |
| 12 | BVSC-Dreher          | 30       | 10 | 6  | 14 | 32 | 37 | -5  | 26   |                                          |
| 13 | Diósgyőri FC         | 30       | 7  | 9  | 14 | 26 | 45 | -19 | 23   | Osztályozó                               |
| 14 | Újpesti TE           | 30       | 4  | 12 | 14 | 29 | 45 | -16 | 20   | Osztályozó                               |
| 15 | Nyíregyházi FC       | 30       | 3  | 12 | 15 | 17 | 39 | -22 | 18   | Kiesők                                   |
| 16 | Veszprém LC          | 30       | 6  | 6  | 18 | 25 | 54 | -29 | 18   | Kiesők                                   |

1. ↑  A Diósgyőr kiesett a EMDSZ Soproni LC-vel szemben ellen
2. ↑  Az Újpest bennmaradt a Hatvan ellenében

#### Eredmények összesítése
Az alábbi táblázatban összesítve szerepelnek a Ferencvárosi TC 1992/93-as bajnokságban elért eredményei.
| Ősz/tavasz (forduló)    | Otthon | Otthon | Otthon | Otthon | Otthon | Otthon | Otthon | Idegenben | Idegenben | Idegenben | Idegenben | Idegenben | Idegenben | Idegenben |
| Ősz/tavasz (forduló)    | M      | GY     | D      | V      | LG–KG  | GK     | P      | M         | GY        | D         | V         | LG–KG     | GK        | P         |
| ----------------------- | ------ | ------ | ------ | ------ | ------ | ------ | ------ | --------- | --------- | --------- | --------- | --------- | --------- | --------- |
| Őszi szezon (1–15.)     | 7      | 4      | 1      | 2      | 9–7    | +2     | 9      | 8         | 6         | 1         | 1         | 14–4      | +10       | 13        |
| Tavaszi szezon (16–30.) | 8      | 5      | 1      | 2      | 10–5   | +5     | 11     | 7         | 4         | 0         | 3         | 16–12     | +4        | 8         |
| Összesen (1–30.)        | 15     | 9      | 2      | 4      | 19–12  | +7     | 20     | 15        | 10        | 1         | 4         | 30–16     | +14       | 21        |

### Magyar kupa
2. forduló
| 1992. november 4. |

| Százhalombattai LK | 1 – 2               | Ferencváros     |
| ------------------ | ------------------- | --------------- |
|                    | (0 – 0) Jegyzőkönyv | Wukovics Balogh |

| Százhalombatta |

3. forduló
| 1992. november 4. |

| FC Ajka | 0 – 3               | Ferencváros     |
| ------- | ------------------- | --------------- |
|         | (0 – 2) Jegyzőkönyv | Balogh Szekeres |

| Ajka |

Nyolcaddöntő
| 1992. december 2. |

| Rába ETO | 0 – 1               | Ferencváros |
| -------- | ------------------- | ----------- |
|          | (0 – 0) Jegyzőkönyv | Lipcsei 65' |

| Betka–MÁVDAC-pálya, Győr Nézőszám: 4 000 Játékvezető: Nagy László (magyar) |

| 1992. december 6. |

| Ferencváros              | 2 – 0               | Rába ETO |
| ------------------------ | ------------------- | -------- |
| Deszatnik 56' Balogh 86' | (0 – 0) Jegyzőkönyv |          |

| Üllői út, Budapest Nézőszám: 5 000 Játékvezető: Bognár István (magyar) |

Negyeddöntő
| 1993. március 16. |

| Pécsi MSC                           | 0 – 2               | Ferencváros                                    |
| ----------------------------------- | ------------------- | ---------------------------------------------- |
| Palaczky 10' Lengyel 65' Kocsis 75' | (0 – 1) Jegyzőkönyv | Gregor 31' Lipcsei 89' Kuznyecov 13' Simon 18' |

| PMFC Stadion, Pécs Nézőszám: 7 000 Játékvezető: Piller Sándor (magyar) |

| 1992. április 7. |

| Ferencváros                          | 3 – 1               | Pécsi MSC           |
| ------------------------------------ | ------------------- | ------------------- |
| Wukovics 4' 17' Albert 63' Simon 35' | (2 – 1) Jegyzőkönyv | Rózsa 15' Bódog 57' |

| Üllői út, Budapest Nézőszám: 5 000 Játékvezető: Márton Sándor (magyar) |

Elődöntő
| 1993. május 5. |

| MTK                                  | 1 – 1               | Ferencváros  |
| ------------------------------------ | ------------------- | ------------ |
| Keresztúri 58' (11-esből) Hámori 81' | (0 – 0) Jegyzőkönyv | Wukovics 86' |

| Hungária körút, Budapest Nézőszám: 8 000 Játékvezető: Kovács (magyar) |

| 1993. május 19. |

| Ferencváros                                       | 1 – 0               | MTK                            |
| ------------------------------------------------- | ------------------- | ------------------------------ |
| Lipcsei 24' Szekeres 25′ Páling 31' Kuznyecov 83′ | (1 – 0) Jegyzőkönyv | Szabó 12' Hámori 39' Balog 69′ |

| Üllői út, Budapest Nézőszám: 8 000 Játékvezető: Vágner László (magyar) |

Döntő
| 1993. június 2. |

| Haladás                 | 1 – 1               | Ferencváros                                 |
| ----------------------- | ------------------- | ------------------------------------------- |
| Jagodics 31' Szekér 35' | (1 – 1) Jegyzőkönyv | Keller 40' Albert 49' Szekeres 72' Nagy 80' |

| Rohonci úti stadion, Szombathely Nézőszám: 18 000 Játékvezető: Márton Sándor (magyar) |

| 1993. június 23. |

| Ferencváros | 1 – 1 (h. u.)                     | Haladás                                    |
| ----------- | --------------------------------- | ------------------------------------------ |
| Fodor 23'   | (1 – 0, 1 – 1, 1 – 1) Jegyzőkönyv | Kovács S. 89' 57' Kenesei 71' Sántha 90+1' |

| Üllői út, Budapest Nézőszám: 18 000 Játékvezető: Vágner László (magyar) |

- Tizenegyesekkel (5 – 3) a Ferencváros nyerte meg a kupát.

### Szuperkupa
| 1992. augusztus 12. |

| Ferencváros                                              | 1 – 3             | Újpest                                           |
| -------------------------------------------------------- | ----------------- | ------------------------------------------------ |
| Balogh 80' Simon 10' Szekeres 59' Páling 65' Lipcsei 70' | (0 – 0) Részletek | Eszenyi 50' 66' Szlezák 73' Bérczy 20' Tomka 46' |

| Népstadion, Budapest Nézőszám: 12 000 Játékvezető: Vágner László (magyar) |

### Egyéb mérkőzések
| 1992. július 29. |

| Ferencváros                | 8 – 0       | Vólosz |
| -------------------------- | ----------- | ------ |
| Balogh Wukovics Nagy Fodor | Jegyzőkönyv |        |

| Üllői út, Budapest |